# Danny Reddin
Daniel Reddin, detto Danny (Dún Laoghaire, 12 agosto 1914 – Athlone, 2 gennaio 1976), è stato un cestista irlandese.

## Carriera
Con l'Irlanda ha preso parte ai Giochi della XIV Olimpiade.